# Rybakówko
Rybakówko – osada w Polsce położona w województwie lubuskim, w powiecie sulęcińskim, w gminie Lubniewice. Należy do sołectwa Glisno.
W latach 1975–1998 miejscowość położona była w województwie gorzowskim.